# Mro Tatinga
Mro Tatinga (auch: Tratringua) ist ein Fluss in Anjouan, in den Komoren in der Straße von Mosambik.

## Geographie
Der Fluss entspringt mit vielen Quellbächen weit im Zentrum der Insel bei Dindri und verläuft durch Tsembéhou in der la Cuvette (dt.: Schüssel) im Zentrum der Insel. Er erhält Zulauf von Bächen und Fiumaras aus den Bergen rund um den zentralen Krater. Unter anderem von Dzialaoutsounga, Ngani, Bamboa Mtouni, Habakari und Ngouniyagnombe. Bei Chandra bildet er die Cascade Tratringua und verläuft nach dem Ortsausgang durch das Tal von Dziani nach Westen dem Meer zu. Er erhält nochmals einen größeren Zulauf aus dem Massiv des Habakari von Süden und wendet sich kurz vor der Mündung bei Ongoni nochmals nach Norden. Er mündet bei Bambao an der Ostküste am Strand Marahani ins Meer.